# Baltic Dry Index

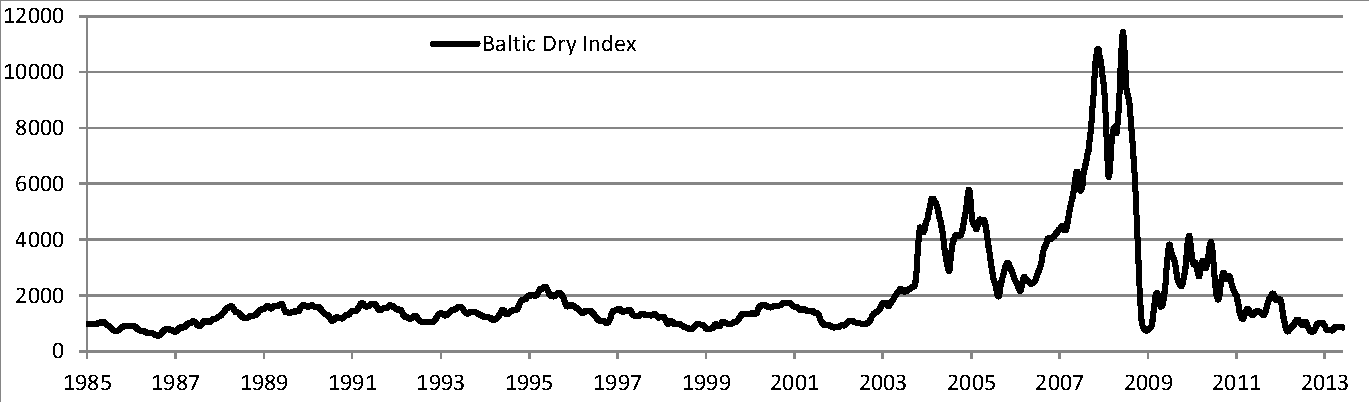

Baltic Dry Index (BDI) (Бо́лтик Драй И́ндекс) — торговый индекс, ежедневно рассчитываемый Балтийской Биржей (Baltic Exchange). Индекс отражает стоимость перевозок сухого груза (уголь, руда, зерно и т. п.) морем по двадцати основным торговым маршрутам и охватывает перевозки, производимые сухогрузами классов Handymax, Panamax и Capesize.
Впервые он был опубликован в январе 1985 года.

## Способ расчёта
Цены по основным контрактам по перевозке сырья определяют участники сделки, задача брокеров Балтийской биржи заключается только в расчёте индекса путём усреднения цен по контрактам по перевозке любого сухого груза на двадцати основных морских торговых маршрутах.
Индекс учитывает 4 типа размеров балкеров:
| Класс судна       | Грузоподъёмность, т | Доля судов в мировом торговом флоте, % | Доля в перевозках всего сухого груза, % |
| ----------------- | ------------------- | -------------------------------------- | --------------------------------------- |
| Capesize          | 150000 и более      | 10                                     | 62                                      |
| Panamax           | 60000-80000         | 19                                     | 20                                      |
| Supramax/Handymax | 45000-59000         | 37                                     | 18 (с Handysize)                        |
| Handysize         | 15000-35000         | 34                                     | 18 (с Supramax/Handymax)                |

Индекс рассчитывается в долларах США.

## Экономический смысл
Индекс является одним из самых объективных индикаторов экономической активности, поскольку измеряет спрос на сырьё в реальном времени, в то время как другие экономические показатели, например, данные по потребительским расходам или индекс потребительских цен, рассматривают то, что уже произошло. Вдобавок, исследование BDI эффективнее анализа рыночных цен на сырьё, где такие факторы, как эффект товаров-субститутов и фьючерсные контракты, затрудняют интерпретацию влияния изменений цен на сырьё.
Поскольку сухие грузы — это преимущественно то, что служит для создания промежуточной или готовой продукции (например, бетона, электричества или стали), индекс BDI также рассматривается как эффективный индикатор будущего экономического роста и производства.
В отличие от рынка акций и рынка сырья, BDI полностью лишён спекулятивных игроков. Торговля ограничена только компаниями-членами, и только те участники, которые обладают реальным грузом или имеют суда, чтобы перевозить эти грузы, обеспечивают контракты.
Когда BDI растёт, только владельцы судов, перевозящих грузы, получают дополнительную прибыль, в то время как владельцы груза увеличивают свои издержки на транспортировку, вследствие чего, для покрытия этих издержек, поднимают цену на продукцию, изготовленную из этого сырья.
Когда индекс снижается, выигрывают и производители, и потребители, потому что снижаются издержки, а следовательно, и цены для конечного потребителя. Но это временно. Однако, существует обратная сторона: долгое и сильное снижение BDI означает, что спрос на перевозки сырья падает, что свидетельствует о сокращении производства в целом.
Baltic Dry — это балтийский фрахтовый индекс, который отражает спрос на морские грузоперевозки через стоимость логистики. Его также считают одним из косвенных индикаторов реальной экономической ситуации в мире. Всего за несколько месяцев до кризиса 2008 г. Baltic Dry рухнул на 90%. Это при том, что в индекс включены сухие грузы, например уголь и железо, а также продовольственные товары, которые вплоть до обвала финансовой системы неуклонно дорожали. Именно поэтому Baltic Dry считают опережающим индикатором. Он обычно обваливается, до того как в системе началась цепная реакция.
Спрос на суда для перевозки грузов резко падает, их не удаётся полностью загрузить, наступает кризис логистики. И наоборот, когда экономика вдруг уходит в рост, требуется больше балкеров, а построить их моментально невозможно, поэтому балтийский фрахтовый индекс улетает в небеса.
За последние же три месяца он просел на 50%, в итоге опустившись ниже кризисных уровней.

## Влияние на финансовый кризис 2008 года
20 мая 2008 года индекс достиг своего рекордного максимального значения, показав отметку в 11 793 пункта. Спустя полгода, 5 декабря 2008 года, потеряв 94 % индекс упал до 663 пунктов, самого низкого значения с 1986 года. Однако уже с февраля 2009 года установил свои позиции выше 1000 пунктов.
К концу 2008 года, время отгрузки грузов было уже увеличено из-за снижения скорости судов с целью сократить потребление топлива, однако вскоре недостаток кредитов и снижение количества кредитных нот, которые необходимы для отправки судна с грузом, окончательно подорвал рынок морских перевозок. Ситуацию судоходных компаний усугубила кредитная нагрузка по текущему строительству кораблей, что заставило несколько компаний, в том числе и судостроительных, объявить себя банкротами.
5 февраля 2016 года индекс впервые в истории упал ниже показателя 300 пунктов, потеряв с середины 2015 года 76 %, что объясняют падением цен на нефть. Предыдущий минимум в 556 пунктов был достигнут в 1986 году в разгар энергетического кризиса.

## Распространение
Значение индекса можно узнать как через подписку на сайте Балтийской Биржи, так и через информационные агентства, например, Thomson Reuters Eikon или Bloomberg L.P.